# ヴィガネッラ
ヴィガネッラ（伊: Viganella）は、イタリア共和国ピエモンテ州ヴェルバーノ・クジオ・オッソラ県にある分離集落（フラツィオーネ）。
谷底に位置する村に太陽光を導くため、2006年に巨大な鏡を設置して話題となった。
かつては独立した自治体（コムーネ）であったが、2016年1月1日、セッピアーナと合併し、新自治体ボルゴメッツァヴァッレの一部となった。

## 地理

### 位置・広がり
ヴィガネッラは、ヴェルバーノ・クジオ・オッソラ県北部に位置し、スイス国境にも近い村である。アルプス山脈の高い山々に囲まれたアントローナ谷 (it:Valle Antrona) に所在する。ドモドッソラから南西へ10 km、県都ヴェルバーニアから北西へ31 km、州都トリノから北北東へ116 kmの距離にある。
コムーネとしてのヴィガネッラは、以下のコムーネと隣接していた。
- 北東 - モンテスケーノ
- 東 - セッピアーナ
- 南 - カラスカ＝カスティリオーネ
- 西 - アントローナ・スキエランコ

### 地勢
アントローナ谷は西から東へと向かって流れる川に沿ってうがたれた深い谷であり、集落は海抜580 mほどの場所にある。村の北には2000 mを超える山がそびえ、村の南には1500 - 2000 mの稜線が東西に横たわっている。
こうした地理的条件のため、冬季には長期にわたって村に直射日光が射さない。その期間は毎年11月11日から2月2日まで、実に83日間に及ぶ。

## 歴史

### 鏡の設置
日照に欠けた状況を改善するため、村は2006年11月、標高1,100 mの山腹に巨大な鏡を設置した。鏡は14枚の鋼板を組み合わせたもので、幅8 m、高さ5 m、重量は1 tを超える。鏡はコンピュータ制御により方向調整が可能であり、太陽を追尾して太陽光を反射させ、800 mほど離れた村の広場に届けている。これにより、250 m2の地域で1日6時間光が射すようになった。鏡の設置にかかった費用は10万ユーロであり、これは住民1人当たりに換算すると450ユーロである。

## 住民

### 居住地区別人口
国立統計研究所（ISTAT）は居住地区（Località abitata）別の人口として以下を掲げている。統計は2001年時点。
| 地区名      | 標高     | 人口 | 備考 |
| ----------- | -------- | ---- | ---- |
| VIGANELLA   | 560/2244 | 204  |      |
| RIVERA      | 571      | 56   |      |
| VIGANELLA * | 682      | 103  |      |
| Bordo       | 745      | 12   |      |
| Cheggio     | 748      | 21   |      |
| Prato       | 602      | 4    |      |
| Case Sparse | -        | 8    |      |

- ISTATは人口統計上、家屋密度の高い centro abitato （居住の中心地区）、密度の低い nucleo abitato （居住の核となる地区）、まとまった居住地区を形成していない case sparse （散在家屋）の区分を用いている。上の表で地名がすべて大文字で示されているものが centro abitato である。「*」印が付されているのは、コムーネの役場・役所 la casa comunale の置かれている地区である。